# Fujita Kogyo Soccer Club 1980
Questa voce raccoglie le informazioni riguardanti il Fujita Kogyo Soccer Club nelle competizioni ufficiali della stagione 1980.

## Stagione
Presentatosi ai nastri di partenza con una rosa parzialmente rinnovata (con Ademar Pereira che abbandonò la squadra, venendo sostituito dai nippo-peruviani Jorge Hirano ed Emilio Murakami), durante l'arco del campionato il Fujita si candidò come unico avversario dello Yanmar Diesel nella lotta al titolo, concludendo al secondo posto con sette punti di distacco. Nelle coppe la squadra uscì invece nelle fasi iniziali.

## Maglie e sponsor
Le maglie, prodotte dall'Asics, recano l'iscrizione Fujita sulla parte sinistra.
| Manica sinistra · Manica sinistra · Maglietta · Maglietta · Manica destra · Manica destra · Pantaloncini · Calzettoni | Manica sinistra · Manica sinistra · Maglietta · Maglietta · Manica destra · Manica destra · Pantaloncini · Calzettoni |  |

## Rosa
| N. |                     | Ruolo | Calciatore          |
| -- | ------------------- | ----- | ------------------- |
|    | Giappone (bandiera) | P     | Kazuya Sasaki       |
|    | Giappone (bandiera) | P     | Toyokazu Fukuda     |
|    | Giappone (bandiera) | P     | Kazuyoshi Hamaguchi |
|    | Giappone (bandiera) | D     | Keizō Imai          |
|    | Giappone (bandiera) | D     | Akira Kofumi        |
|    | Giappone (bandiera) | D     | Mitsugu Nomura      |
|    | Giappone (bandiera) | D     | Tsutomu Sonobe      |
|    | Giappone (bandiera) | C     | Mitsuru Komaeda     |
|    | Perù (bandiera)     | C     | Emilio Murakami     |

| N. |                     | Ruolo | Calciatore            |
| -- | ------------------- | ----- | --------------------- |
|    | Giappone (bandiera) | C     | Motoaki Goto          |
|    | Giappone (bandiera) | C     | Shigeharu Ueki        |
|    | Brasile (bandiera)  | A     | João Dickson Carvalho |
|    | Perù (bandiera)     | A     | Jorge Hirano          |
|    | Giappone (bandiera) | A     | Kōichi Kobayashi      |
|    | Giappone (bandiera) | A     | Yuichi Kotaki         |
|    | Giappone (bandiera) | A     | Eiji Ueda             |
|    | Giappone (bandiera) | A     | Mitsuo Watanabe       |
|    | Giappone (bandiera) | A     | Shigekazu Yoshiura    |

## Risultati

### Japan Soccer League Cup
| Yokohama 10 agosto 1980 | Fujita Kogyo | 2 – 3 | Furukawa Electric |  |

### Coppa dell'Imperatore
| 5 dicembre 1980 | Sumitomo Metals | 0 – 8 | Fujita Kogyo |  |

| Tokyo 6 dicembre 1980 | Mitsubishi HI | 2 – 1 | Fujita Kogyo |  |

## Stagione

### Statistiche di squadra
| Competizione          | Punti | Totale | Totale | Totale | Totale | Totale | Totale | DR  |
| Competizione          | Punti | G      | V      | N      | P      | Gf     | Gs     | DR  |
| --------------------- | ----- | ------ | ------ | ------ | ------ | ------ | ------ | --- |
| JSL Division 1        | 23    | 18     | 10     | 3      | 5      | 33     | 19     | +14 |
| JSL Cup               | -     | 1      | 0      | 0      | 1      | 2      | 3      | -1  |
| Coppa dell'Imperatore | -     | 2      | 2      | 0      | 0      | 9      | 2      | +7  |
| Totale                | -     | 21     | 12     | 3      | 6      | 45     | 24     | +21 |